# Die Körperfresser kommen (Film)
Die Körperfresser kommen ist ein US-amerikanischer Science-Fiction-Film von Philip Kaufman aus dem Jahr 1978. Der Film ist eine Neuverfilmung von Don Siegels Die Dämonischen aus dem Jahr 1956. Beide basieren auf dem Roman Die Körperfresser kommen von Jack Finney.
Wie im Vorgängerfilm ersetzen außerirdische Invasoren Menschen durch äußerlich identische, aber gefühllose Doppelgänger. Ein Angestellter der Gesundheitsbehörde in San Francisco kommt der Invasion auf die Spur und versucht, sie aufzuhalten.

## Handlung
Eine parasitäre außerirdische Lebensform ohne sichtbare Form verlässt ihren Planeten und kommt auf der Erde an.
Elizabeth Driscoll findet eine Blume auf ihrem Heimweg von der Arbeit. Am nächsten Morgen ist ihr Freund Geoffrey abweisend und distanziert. Tagsüber sieht sie, wie er von seiner Routine abweicht und mit mehreren Menschen interagiert, die sie noch nie gesehen hat. Die verängstigte Elizabeth vertraut ihrem Arbeitskollegen und Freund Matthew Bennell – ein Gesundheitsinspektor – an, dass sie glaubt, ihr Freund sei nicht der „echte“ Geoffrey. Matthew ist skeptisch und empfiehlt ihr,  mit einem befreundeten Psychiater, David Kibner, zu reden. Auf der Fahrt zu dessen Promotions-Lesung seines neuen Selbsthilfe-Buches warnt ein hysterischer Mann die beiden vor einer Gefahr, die „bereits da“ sei. Als sie in seine Richtung hinterherfahren, sehen sie den Mann tot auf dem Boden liegen.
Im Buchladen versucht Matthew den Vorfall der Polizei zu melden, wird am Telefon aber abgewiesen und von Jack Bellicec – ein befreundeter angehender Autor – für sein Vertrauen ins System aufgezogen. Währenddessen beobachtet Elizabeth, wie Kibner eine Frau beruhigt, die sich vor ihrem Ehemann fürchtet und laut den Verdacht äußert, dass er „ersetzt“ wurde. Während viele Menschen im Raum Kibners emotionale Arbeit mit der Frau bewundern, und ihr Ehemann von der Seite wortlos zuschaut, ist Elizabeth in ihrem eigenen Verdacht erhärtet und sagt der Frau, dass sie ihr glaubt.
Jack trifft seine Frau Nancy im Spa, in welchem sie arbeitet, am Ende ihrer Schicht. Beim Überprüfen der Räumlichkeiten findet sie eine regungslose humanoide Gestalt, welche von einer Art Pilz befallen zu sein scheint und Ähnlichkeiten mit Jack aufweist. Sie rufen Matthew dazu, welcher zu spät kommt, um wie Jack und Nancy den Körper die Augen öffnen zu sehen, aber den Körper untersucht und feststellt, dass Elizabeth wahrscheinlich Recht gehabt hat. Er ruft Kibner an, bittet ihn zum Spa zu kommen und fährt selbst zu Elizabeths Haus.
Dort angekommen findet er ein nicht vollständig menschliches, aber eindeutiges Duplikat von Elizabeth in der Nähe des Bettes, in welchem sie schläft, während sie selbst Zeichen des Pilzes aufweist. Da er sie nicht aufwecken kann, trägt er sie bewusstlos und unbemerkt von Geoffrey in sein Auto. Er alarmiert die Polizei, aber als diese ankommt ist Elizabeths Duplikat verschwunden, genauso wie Jacks Duplikat vor Kibners Ankunft. Matthew und Geoffrey werden vernommen, und obwohl Matthew zugibt, Elizabeth bewusstlos mit sich genommen zu haben, willigt Geoffrey ein, sie in seinem Gewahrsam zu lassen.
Elizabeth verbindet die von ihr gefundene Blume, welche sie nicht botanisch klassifizieren kann, mit den Ereignissen und versucht, sie zu analysieren. Sie wird von der Frau aus dem Buchladen aufgesucht, welche sich für ihr Verhalten am Vortag entschuldigt. Währenddessen versucht Matthew mehrere Behörden zu informieren, wird aber überall abgewimmelt oder hingehalten. Beide ziehen die Schlussfolgerung, dass die „Körperfresser“ relevante Behörden kontrollieren und verstecken sich mit Jack, Nancy und Kibner in Matthew’s Wohnung. Als Matthew die Polizei anruft und direkt mit seinem Namen angesprochen wird, vor dem Fenster Gruppen von Menschen offen auf der Straße große Samenschoten von Lastwagen entladen, realisieren sie, dass tatsächlich bereits der Großteil der Menschen in der Stadt ersetzt worden sein muss. Sie versuchen die Nacht auszuharren, aber während sie schlafen, stoßen im Garten mehrere Samenschoten bereits neue Duplikat-Embryos aus, welche die Form von Jack, Nancy, Elizabeth und Matthew annehmen. Matthew kann sein Duplikat rechtzeitig zerstören, als er von Nancy geweckt wird, aber dann wird die Wohnung überrannt und die vier fliehen durch den Hinterhof.
Jack und Nancy ziehen die Verfolger auf sich, Matthew und Elizabeth suchen in ihrem Büro im Gesundheitsamt Schutz. Sie nehmen Speed, um nicht einzuschlafen. Jack und Kibner, nun offensichtlich beide Duplikate, überraschen sie und injizieren Beruhigungsmittel, während Kibners Duplikat erklärt, dass ihre Rasse von einem sterbenden Planeten geflohen ist und plant, die Menschheit mit „reinen“, emotionslosen Duplikaten zu ersetzen. Er versucht Matthew und Elizabeth zu überzeugen, sich der Ersetzung hinzugeben, indem er erklärt, dass die Duplikate sogar die Erinnerungen beibehielten, und sie also sozusagen weiterleben, aber von den ganzen Problemen, die aus Emotionen und Nonkonformität entstehen, befreit wären.
Matthew und Elizabeth können Jacks Duplikat töten, Kibners Duplikat in einen Gefrier-Raum sperren und zusammen fliehen. Auf dem Weg aus dem Gebäude laufen sie Nancy über den Weg, welche es geschafft hat, nach der Trennung von Jack zu überleben, indem sie ihre Emotionen unterdrückt. Zusammen versuchen sie, sich unter die Körperfresser zu mischen; Elizabeth kann aber einen Schrei nicht unterdrücken, als ein Hund mit menschlichem Gesicht auf sie zuläuft. Mehrere Körperfresser in der Menschenmenge zeigen auf sie mit einem lauten, hohen Kreischen. Nancy reagiert nicht und kann in der Menge untertauchen, Matthew und Elizabeth laufen aber aus Angst los, was die Aufmerksamkeit von noch mehr Körperfressern auf sich zieht. Auf ihrer Flucht laufen sie an immer weiteren auf sie zeigenden und kreischenden Körperfressern vorbei. Sie schaffen es, der sie verfolgenden Menge auf der leeren Ladefläche eines Lastwagens zu entkommen.
Der Lastwagen beendet die Fahrt an einem Lagerhaus. Matthew und Elizabeth erkennen, dass die Pflanzen die Basis für die Duplikat-erzeugenden Samenschoten sind und dort gezüchtet werden. Elizabeth gesteht Matthew ihre Liebe. Zusammen versuchen sie unbemerkt ein Schiff zu erreichen, aber als sie ankommen, bemerken sie, dass es mit Samenschoten beladen wird und überseeische Populationszentren als Ziel hat. Zurückgeschlagen und die Hoffnung verlierend bricht Elizabeth zusammen. Matthew gesteht ihr seine Liebe, aber sie wird bereits vom Pilz überwuchert und sie desintegriert in seinen Armen.
Nur wenige Sekunden später tritt ihr Duplikat nackt und einladend vor ihn. Voller Angst, Wut und Verwirrung flieht Matthew zum Pflanzen-Zuchthaus und steckt es in Brand. In dem Brand werden viele Pflanzen zerstört und Körperfresser getötet, Matthew kann aber aus dem Gebäude entkommen und versteckt sich unter einem Pier. Seine Verfolger finden ihn vorerst nicht, sind sich aber sicher, dass er irgendwann einschlafen muss.
Später geht ein ruhiger, gelassener Matthew durch die Stadt, in welcher offen die Übernahme weiterer Städte diskutiert und geplant wird. Am Ende eines Arbeitstages verlässt er eingereiht mit vielen ähnlich gelassenen Kollegen und an Elizabeths Duplikat vorbei das Gebäude. Auf einem offenen Platz wird er von Nancy angesprochen, welche sichtlich erfreut ist ihn zu sehen. Er dreht sich um, zeigt auf die schockierte Nancy und kreischt lautstark.

## Synchronisation
| Rolle                  | Darsteller          | Synchronsprecher         |
| ---------------------- | ------------------- | ------------------------ |
| Dr. Matthew Bennell    | Donald Sutherland   | Wolfgang Pampel          |
| Elizabeth Driscoll     | Brooke Adams        | Evelyn Maron             |
| Jack Bellicec          | Jeff Goldblum       | Norbert Langer           |
| Nancy Bellicec         | Veronica Cartwright | Reha Hinzelmann          |
| Dr. David Kibner       | Leonard Nimoy       | Herbert Weicker          |
| Dr. Geoffrey Howell    | Art Hindle          | Ronald Nitschke          |
| rennender Mann         | Kevin McCarthy      | Eric Vaessen             |
| Detective              | Tom Dahlgren        | Friedrich Georg Beckhaus |
| Mann im Gesundheitsamt | Al Nalbandian       | Klaus Miedel             |
| Boccardo               | Garry Goodrow       | Herbert Stass            |
| James Grala (Stimme)   | Philip Kaufman      | Klaus Miedel             |

## Hintergrund
Abgesehen vom veränderten Schauplatz (San Francisco statt einer kalifornischen Kleinstadt) und dem pessimistischen Ende (Bennell ist selbst ausgetauscht worden und hilft nun, die verbliebenen echten Menschen zu enttarnen), enthält Kaufmans Remake viele Parallelen zu Siegels Die Dämonischen:
- Die Bennell nahestehende Elizabeth (in Die Dämonischen: Becky) Driscoll ist eine der ersten, die von einem Fall eines wie ausgewechselten Menschen in ihrer unmittelbaren Umgebung berichtet.
- Ein Psychiater aus Bennells Bekanntenkreis (Dr. Kaufman in Die Dämonischen, Dr. Kibner in Die Körperfresser kommen) tut die Berichte von ausgetauschten Verwandten und Partnern als Hysterie ab.
- Das erste Duplikat eines Menschen, das Bennell zu Gesicht bekommt, ist eine Kopie seines Freundes Jack Bellicec (Belicec in Die Dämonischen).
- Telefongesellschaften und staatliche Autoritäten sind bereits unterwandert worden und verhindern sowohl eine Flucht als auch eine groß angelegte Warnung vor den Doppelgängern.
- Bennell und Becky/Elizabeth verstecken sich an seinem Arbeitsplatz, wo sie von Dr. Kaufman/Dr. Kibner und Jack Bellicec aufgesucht werden, die die Vorzüge ihrer neuen, emotionslosen Identität preisen.
- Bennell lässt seine Gefährtin vorübergehend allein, um sich die massenhafte Züchtung beziehungsweise Verladung der Schoten aus der Nähe anzusehen; als er zurückkehrt, ist seine Partnerin ausgewechselt worden.

Gegenüber den vielen Parallelen in Handlung und Struktur steht ein grundlegend neu ausgerichtetes Motiv. IGN schreibt vergleichend mit Die Dämonischen über Die Körperfresser Kommen: "This time though it’s not that the Reds are coming for us. No, instead it’s simply that we gave up on ourselves." – „Dieses Mal geht es allerdings nicht um die Roten. Nein, stattdessen geht es darum, dass wir [die Menschheit] aufgegeben haben.“
Während der Vorgängerfilm noch unterschlug, was nach der Duplizierung mit den ursprünglichen menschlichen Körpern geschieht, schafft die Neuverfilmung in diesem Punkt Klarheit: Die Körper zerfallen zu Staub und werden von der Müllabfuhr entsorgt. Ebenfalls neu ist der unmenschliche Signalruf, mit dem die ausgetauschten auf einen entdeckten wirklichen Menschen aufmerksam machen. Die Verfilmung von 1993 griff beide Ideen wieder auf.
Kevin McCarthy, der die Hauptrolle in Die Dämonischen spielte, erscheint kurz in einer Szene, in der er Bennell vor der heraufziehenden Gefahr warnt. Don Siegel, der Regisseur des Originals, ist in einer Szene als Taxifahrer zu sehen. Robert Duvall hat einen kurzen Auftritt ohne Dialog, ebenso Regisseur Philip Kaufman und Kameramann Michael Chapman selbst.
Weitere Verfilmungen des Buches folgten im Jahr 1993 mit Body Snatchers – Angriff der Körperfresser von Abel Ferrara und im Jahr 2007 mit Invasion von Oliver Hirschbiegel.

## Erstaufführungen
- USA: 20. Dezember 1978
- Deutschland: 26. Januar 1979

## Kritiken
Das Kritikerurteil zu Die Körperfresser kommen fiel mehrheitlich positiv aus. Zu den Kritikern, die den Film in den USA lobten, zählte u. a. Pauline Kael, während Richard Schickel und Roger Ebert sich negativ äußerten. Leonard Maltin bezeichnete den Film als spannend, bemängelte aber ein Zuviel an inhaltlichen Wendungen.
Phil Hardys Aurum Film Encyclopedia – Science Fiction erachtete Kaufmans Regie, die zu sehr auf Schocks setze, als unsicher.
Das Lexikon des Internationalen Films resümierte: „Durch die auf äußere Effekte ausgerichtete Inszenierung wird die tiefere Dimension der Horrorgeschichte nicht erfaßt.“

## Auszeichnungen
- Regisseur Philip Kaufman wurde 1979 mit dem Saturn Award als Bester Regisseur ausgezeichnet. Einen zweiten Saturn Award erhielt der Film in der Kategorie Bester Ton. Zudem erhielt er Nominierungen in sechs weiteren Kategorien, darunter Bester Schauspieler (Donald Sutherland).
- Eine weitere Auszeichnung erhielt Kaufman beim Festival des Phantastischen Films in Avoriaz.
- Die Körperfresser kommen wurde für den Hugo Award nominiert, unterlag aber Superman von Richard Donner.